# آ هارتويجية
آ هارتويجية (الاسم العلمي: Aa hartwegii) هو نوع من النباتات يتبع جنس الآ من الفصيلة السحلبية.